# القوات الديمقراطية المتحالفة
القوات الديمقراطية المتحالفة (بالإنجليزية: Allied Democratic Forces)‏ هي جماعة متمردة تنشط في أوغندا والكونغو الديمقراطية وتعتبرها الحكومة الأوغندية منظمة أرهابية.